# Synchiropus monacanthus
Synchiropus monacanthus es una especie de peces de la familia Callionymidae en el orden de los Perciformes.

## Morfología
• Los machos pueden llegar alcanzar los 13 cm de longitud total y las hembras 11.

## Hábitat
Es un pez de mar y de aguas profundas que vive entre 175-428 m de profundidad.

## Distribución geográfica
Se encuentra en Mozambique, Sudáfrica y Tanzania.

## Observaciones
Es inofensivo para los humanos